# Salix amygdaloides
Salix amygdaloides är en videväxtart som beskrevs av Anderss.. Salix amygdaloides ingår i släktet viden, och familjen videväxter. Inga underarter finns listade i Catalogue of Life.

## Bildgalleri

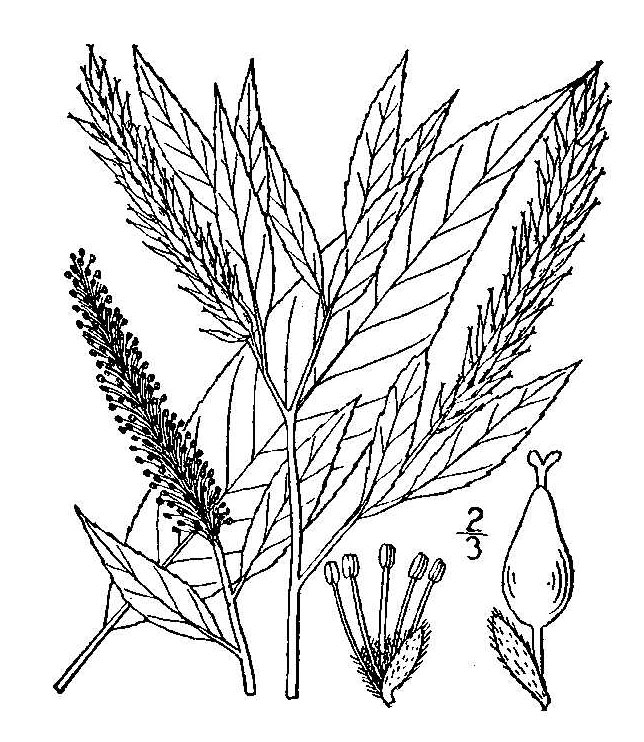
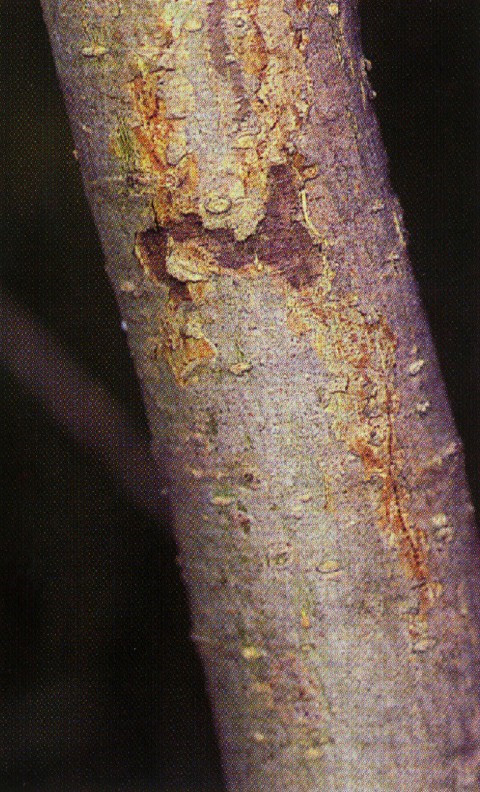
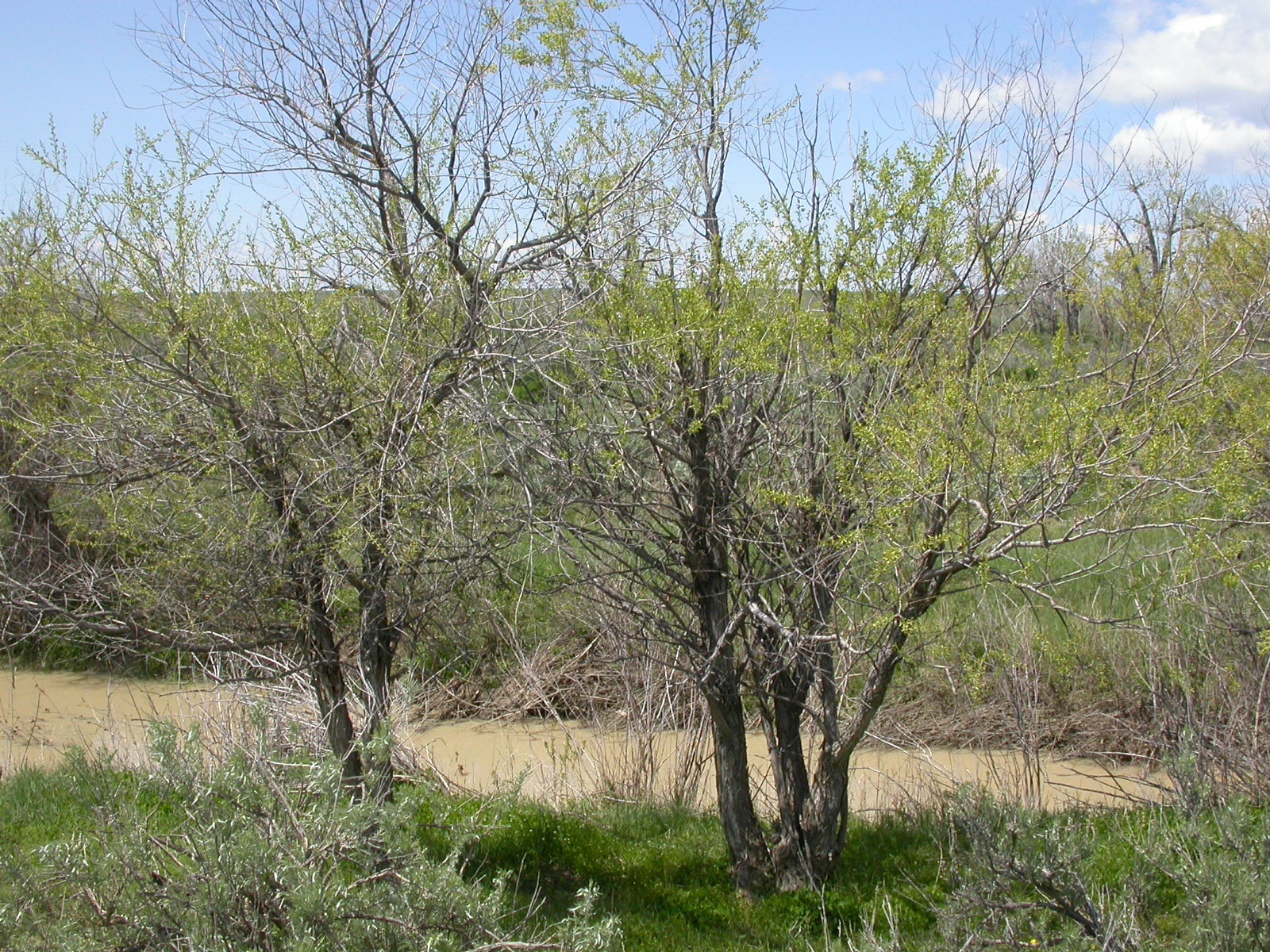
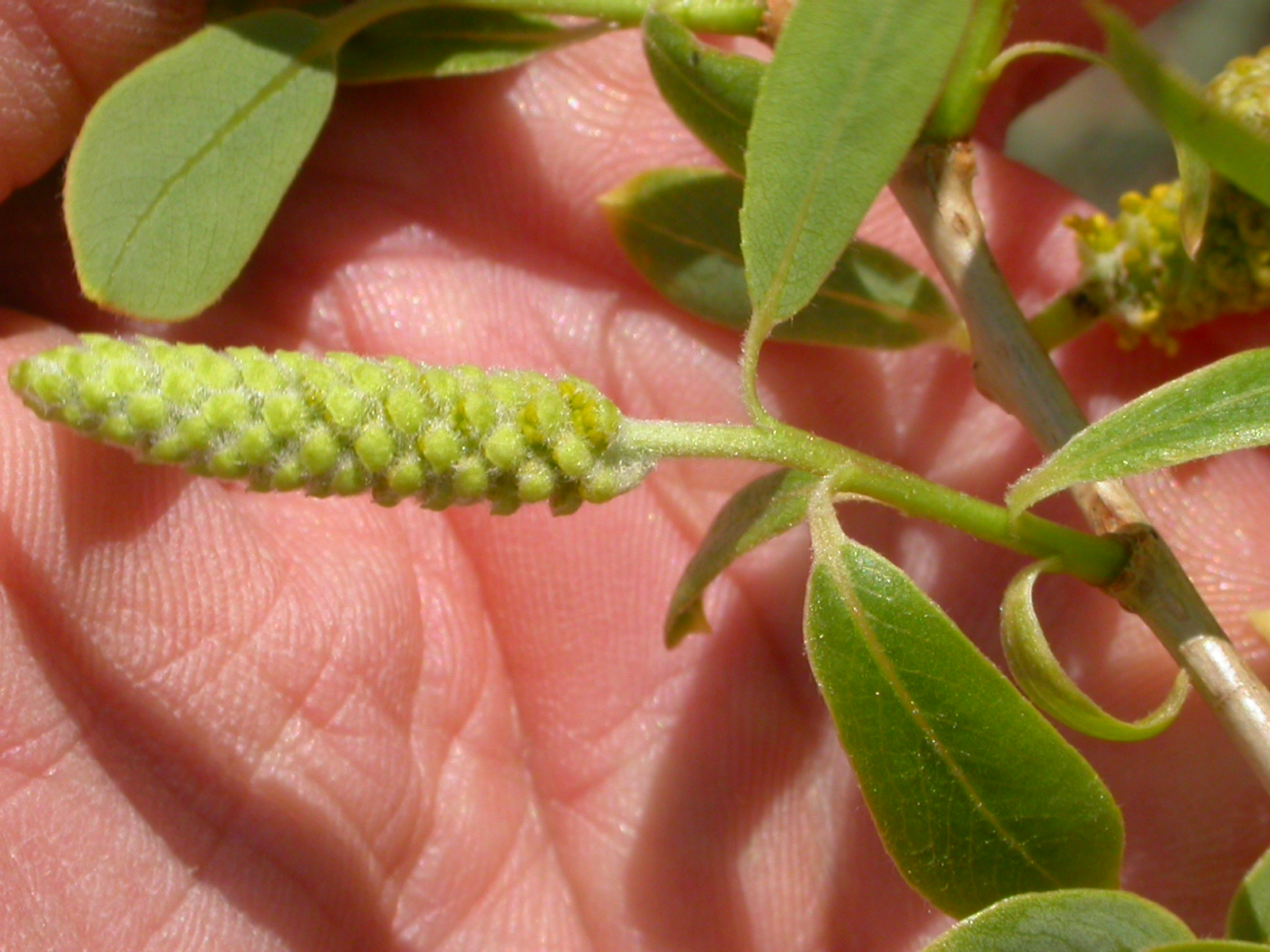
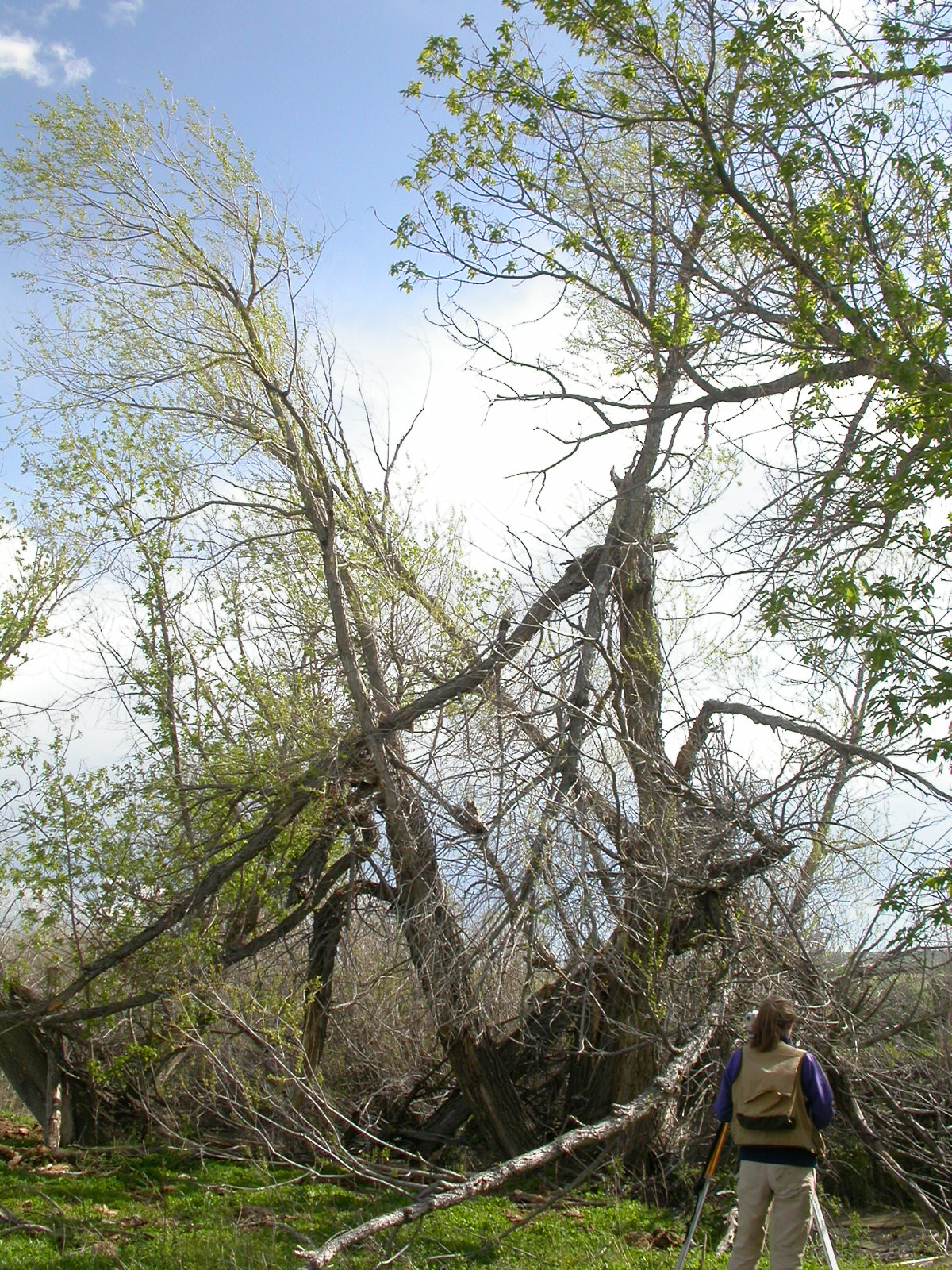
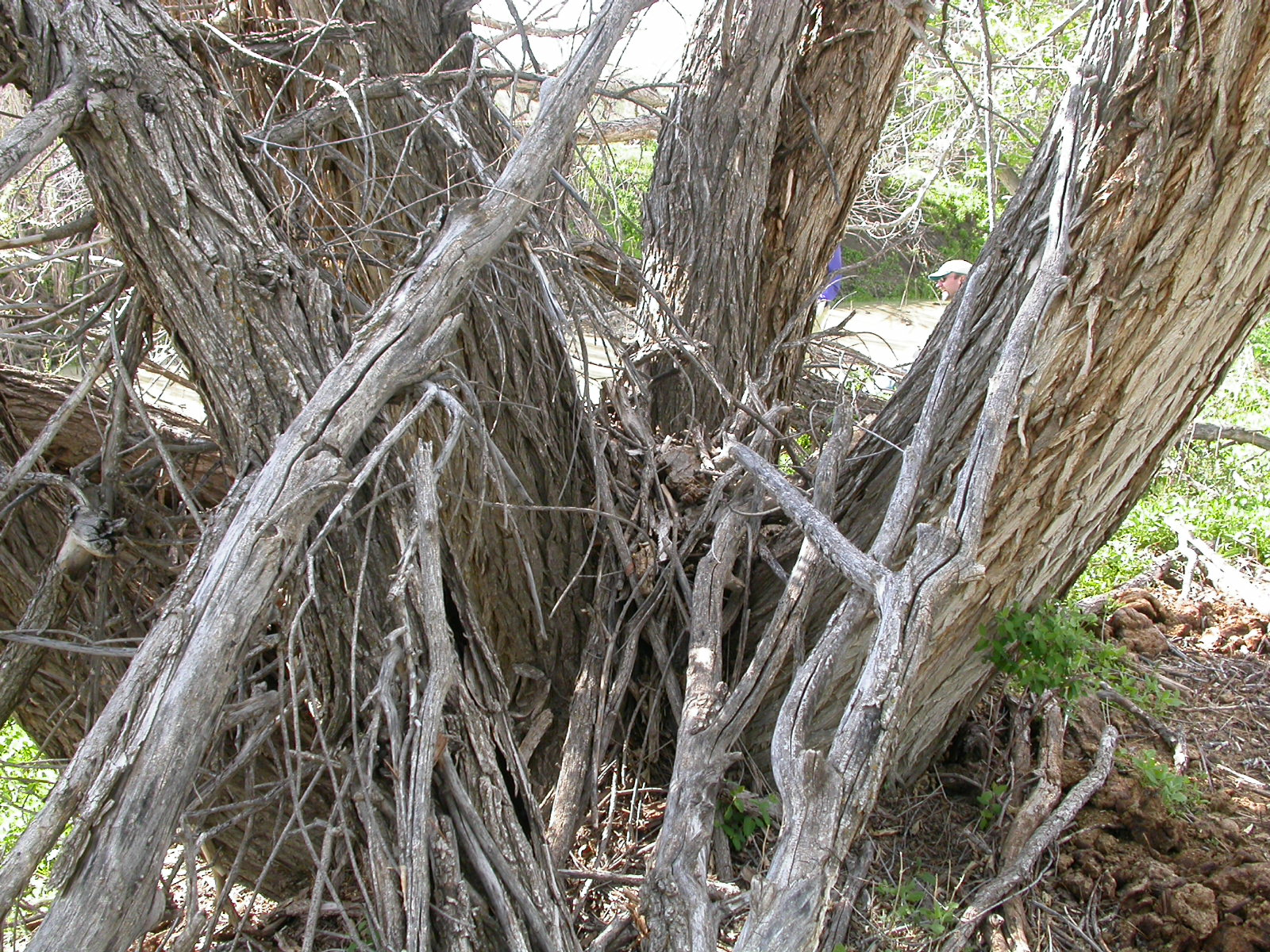